# Alain Depardieu
Pour les articles homonymes, voir Depardieu.
Alain Depardieu, né à Châteauroux en 1945, est un producteur exécutif de cinéma et directeur de production français. Il a notamment collaboré avec Claude Berri dans les années 1990. Il est le frère de Gérard Depardieu.

## Biographie
Alain Depardieu est le fils de René Depardieu (1923-1988) tôlier-formeur en carrosserie, et compagnon du devoir, et d'Alice Marillier (1923-1988), mère au foyer. Il est l'aîné de la fratrie de six frères et sœurs, dont Gérard,. Il fait des études, se marie en 1969, devient architecte. C'est en rendant visite à son frère sur divers tournages, dont celui des Valseuses, qu'il découvre les milieux du cinéma et prend la décision de changer de voie. Barbet Schroeder lui donne sa première chance, puis Roman Polanski lui propose d'être régisseur adjoint sur le film Le Locataire en 1976, ce qui le décide à opter pour la production cinématographique,. 
Il est notamment le producteur de Danton dans les années 1980, et de plusieurs films ayant eu une forte diffusion dans les années 1990, tels que : Une époque formidable… en 1991, La Leçon de piano, film primé à Cannes en 1993, et Fallait pas !… en 1996.
Marié, Alain Depardieu a deux enfants, Guilain et Delphine, qui travaillent aussi dans le cinéma.

## Filmographie
- 1976 : Le Locataire de Roman Polanski
- 1977 : La Vie devant soi de Moshé Mizrahi
- 1979 : Tess de Roman Polanski
- 1979 : Écoute voir de Hugo Santiago
- 1980 : Je vous aime de Claude Berri
- 1981 : Quartet de James Ivory
- 1983 : Danton d'Andrzej Wajda
- 1983 : La Femme de mon pote de Bertrand Blier
- 1984 : La Vengeance du serpent à plumes de Gérard Oury
- 1986 : La Nuit du risque de Sergio Gobbi
- 1989 : Après la guerre de Jean-Loup Hubert
- 1989 : Hiver 54, l'abbé Pierre de Denis Amar
- 1990 : La Fête des pères  de Joy Fleury
- 1991 : La Reine blanche de Jean-Loup Hubert
- 1993 : La Leçon de piano (The Piano) de Jane Campion
- 1994 : Au travers des oliviers d'Abbas Kiarostami
- 1995 : Underground d'Emir Kusturica
- 1996 : Fallait pas ! de Gérard Jugnot
- 1997 : Le Goût de la cerise d'Abbas Kiarostami

## Publication
- Mon frère, Éditions de l'Archipel, 2015, 240 p. (ISBN 2809816794 et 978-2809816792).